# 1272 هـ
1272 هـ هي سنة في التقويم الهجري امتدت مقابلةً في التقويم الميلادي بين سنتي 1855 و1856.

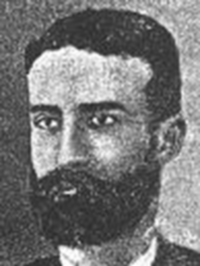
أديب إسحاق

## أحداث
- فيصل بن تركي يرسل جزء من جيشه إلى الكويت بسبب حربهم ضد إيران.
- فيصل بن تركي يعين ابنه عبد الله وليا للعهد، ويزور القدس.
- فيصل بن تركي يختار علم الدولة السعودية الثانية.

## مواليد
- أحمد رضا خان
- أديب إسحاق
- حسن الصدر
- حمدان الونيسي القسنطيني
- سليم عنحوري
- فارس نمر
- مصطفى بن أحمد بن حسن الشطي
- يوسف اليان سركيس

## وفيات
- أبو الحسن الطهراني
- ابن طاهر